# Barlotta
I Barlotta furono una famiglia siciliana di antica nobiltà trapanese che si ritiene giunta dalla Carinzia con un Bernardone segretario della regina Elisabetta moglie del re Pietro II che per i suoi servigi ottenne le rendite dei castelli di Vizzini e San Filippo d'Agrò stabilendosi in Catania.

Sul finire del secolo XIV un Brandino ottenne la castellania di Trapani ove prese dimora la sua famiglia, occupando successivamente gli uffici di patrizio, capitano e giurato.

Un Giacomo sul principio del secolo XVI ebbe la baronia delle Saline di Biondicelle o Bocchicelle per eredità dalla famiglia Morano, altri componenti furono cavalieri gerosolimitani.

Nella seconda metà del secolo XVII Gianfrancesco fu primo principe di San Giuseppe de Formosa per concessione di re Carlo II, indi senatore di Trapani ed ambasciatore presso il viceré Claudio Lamoral, principe d Ligne; suo figlio Giuseppe fu vescovo di Teletta.

La linea dei principi di San Giuseppe si estinse nella famiglia Monroy principi di Pandolfina, alla quale trasmise titoli e feudi.